# Louis Gasnier
Louis Gasnier (9è districte de París, 15 de setembre de 1875 – Hollywood, 15 de febrer de 1963) va ser un director cinematogràfic francès.

## Biografia
El seu nom complet era Louis Joseph Gasnier, i va néixer en París, França. Gasnier estava treballant en el teatre quan Pathé li va contractar per a dirigir produccions en la incipient indústria cinematogràfica. Va dirigir al còmic Max Linder en molts dels seus primers curts, i en 1912 Gasnier va emigrar als Estats Units a instàncies de Pathé, aconseguint renom gràcies al seu treball en diverses prestigioses produccions, entre elles el serial The Perils of Pauline, protagonitzat per Pearl White, amb la qual va treballar en altres cintes.
Cal destacar que Louis J. Gasnier va dirigir per als estudis Paramount diverses pel·lícules del mític astre del tango Carlos Gardel: En 1933 Espérame i Melodía de arrabal. El 1934 El tango en Broadway i Cuesta abajo, aquesta última considerada en 1934 com la millor pel·lícula de parla hispana.
Malgrat això la carrera de Gasnier declina amb l'arribada del cinema sonor, sent incapaç d'adaptar-se als canvis que exigia la nova tecnologia. Per aquest motiu ràpid va haver de fer produccions de baix pressupost per a estudis molt petits, les quals no tenien a penes distribució.
Pot afirmar-se que el seu film de major fama, encara que no per raons artístiques, és la cinta anti-marihuana Reefer Madness, rodada n 1936. El seu missatge propagandístic, histèric i sermoneador, l'ha convertit en un film de culte. Aquesta producció ha estat, fins i tot, sovint emesa per diferents cadenes televisives, una cosa no habitual en un film de molt baix pressupost de la dècada de 1930. Després de Reefer Madness Gasnier va fer altres vuit pel·lícules abans de retirar-se de la direcció en 1941, encara que després ell va actuar com a extra sense crèdits en uns pocs films. Així, va interpretar a un Vell francès en la cinta de Steve McQueen Hell Is for Heroes (1962).
Louis J. Gasnier va morir aHollywood, Califòrnia, el 1963, als 87 anys d'edat.

## Filmografia

### Director
- 1905: La Première Sortie d'un collégien
- 1906: Le Premier Cigare d'un collégien
- 1906: Le Pendu
- 1907: Les Débuts d'un patineur
- 1907: Un drame à Séville
- 1908: Tirez s'il vous plaît
- 1908: Le Cheval emballé
- 1909: Une jeune fille romanesque
- 1909: Une campagne électorale
- 1909: La Timidité vaincue
- 1909: L'Ingénieux Attentat
- 1909: En bombe
- 1909: Le Petit Jeune Homme
- 1910: Max fait du ski
- 1910: Les Débuts de Max au cinéma
- 1910: Le Duel d'un monsieur myope
- 1911: Une mariée qui se fait attendre
- 1913: Les Débuts d'un yachtman
- 1914: Detective Swift
- 1914: The Perils of Pauline
- 1914: The Exploits of Elaine
- 1914: The Stolen Birthright
- 1915: The New Exploits of Elaine
- 1916: Annabel's Romance
- 1916: Hazel Kirke
- 1916: The Shielding Shadow
- 1917: The Seven Pearls
- 1917: The Mystery of the Double Cross
- 1918: Hands Up!
- 1919: The Tiger's Trail
- 1919: The Pleasant Devil
- 1920: The Corsican Brothers
- 1920: The Butterfly Man
- 1920: Kismet
- 1921: Good Women
- 1921: A Wife's Awakening
- 1921: Silent Years
- 1922: The Call of Home
- 1922: Rich Men's Wives
- 1922: Thorns and Orange Blossoms
- 1923: The Hero
- 1923: Poor Men's Wives
- 1923: Daughters of the Rich
- 1923: Mothers-in-Law
- 1923: Maytime
- 1924: The Forbidden Story of Monte Carlo
- 1924: Poisoned Paradise
- 1924: Wine
- 1924: The Breath of Scandal
- 1924: White Man
- 1924: The Triflers
- 1925: The Parasite
- 1925: The Boomerang
- 1925: Faint Perfume
- 1925: Parisian Love
- 1926: Lost at Sea
- 1926: Pleasures of the Rich
- 1926: Out of the Storm
- 1926: That Model from Paris
- 1926: Sin Cargo
- 1927: The Beauty Shoppers
- 1927: Streets of Shanghai
- 1928: Should Tall Men Marry?
- 1928: Fashion Madness
- 1929: Darkened Rooms
- 1930: Amor audaz
- 1930: Slightly Scarlet
- 1930: Shadow of the Law
- 1930: L'Énigmatique Monsieur Parkes
- 1930: The Virtuous Sin
- 1931: The Lawyer's Secret
- 1931: Silence
- 1932: The Strange Case of Clara Deane
- 1932: Forgotten Commandments
- 1933: Topaze
- 1933: Iris perdue et retrouvée
- 1933: Esperáme
- 1933: Melodía de arrabal
- 1933: Gambling Ship
- 1934: Fedora
- 1934: Cuesta abajo
- 1934: El tango en Broadway
- 1935: The Last Outpost
- 1936: Reefer Madness
- 1937: The Gold Racket
- 1937: Bank Alarm
- 1938: The Marines Come Thru
- 1938: The Sunset Murder Case
- 1939: La Inmaculada
- 1940: Murder on the Yukon
- 1941: Stolen Paradise

### Guionista
- 1919: The Pleasant Devil
- 1933: Topaze
- 1933: Esperáme

### Productor
- 1917: The Fatal Ring
- 1922: Rich Men's Wives

### Actor
- 1914: The Perils of Pauline